# Wolfgang Bochow
Wolfgang Bochow (Brunswick, 26 de mayo de 1944–14 de septiembre de 2017) fue un deportista alemán que compitió para la RFA en bádminton, en las modalidades individual, dobles y dobles mixto.
Ganó nueve medallas en el Campeonato Europeo de Bádminton entre los años 1968 y 1976.

## Palmarés internacional
| Campeonato Europeo | Campeonato Europeo        | Campeonato Europeo | Campeonato Europeo |
| Año                | Lugar                     | Medalla            | Prueba             |
| ------------------ | ------------------------- | ------------------ | ------------------ |
| 1968               | Bochum (RFA)              | Medalla de plata   | Individual         |
| 1968               | Bochum (RFA)              | Medalla de bronce  | Dobles mixto       |
| 1970               | Port Talbot (Reino Unido) | Medalla de bronce  | Individual         |
| 1970               | Port Talbot (Reino Unido) | Medalla de bronce  | Dobles mixto       |
| 1972               | Karlskrona (Suecia)       | Medalla de oro     | Individual         |
| 1972               | Karlskrona (Suecia)       | Medalla de plata   | Dobles mixto       |
| 1972               | Karlskrona (Suecia)       | Medalla de bronce  | Dobles             |
| 1974               | Viena (Austria)           | Medalla de bronce  | Dobles mixto       |
| 1976               | Dublín (Irlanda)          | Medalla de bronce  | Individual         |